# Camelford

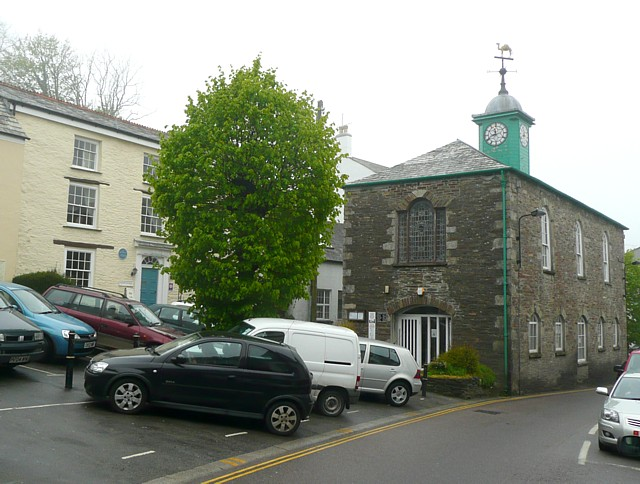
Primăria

Camelford (Limba cornică: Ryskammel) este un oraș în comitatul Cornwall, regiunea South West, Anglia. Orașul se află în districtul North Cornwall.